# Bábonymegyer
Bábonymegyer (vyslovováno [báboňmeděr]) je vesnice v Maďarsku v župě Somogy, spadající pod okres Tab. Vznikla v roce 1927 sloučením dvou obcí Nagybábony a Koppánymegyer. Nachází se asi 3 km severovýchodně od Tabu. V roce 2015 zde žilo 790 obyvatel, z nichž jsou 91,8 % Maďaři, 1,4 % Němci, 0,4 % Romové a 0,4 % Rumuni.
Sousedními vesnicemi jsou Iregszemcse, Nagyberény a Som, sousedním městem Tab.